# Euphorbia hirtella
Euphorbia hirtella är en törelväxtart som beskrevs av Pierre Edmond Boissier. Euphorbia hirtella ingår i släktet törlar, och familjen törelväxter. Inga underarter finns listade i Catalogue of Life.